# Enrico Brignano

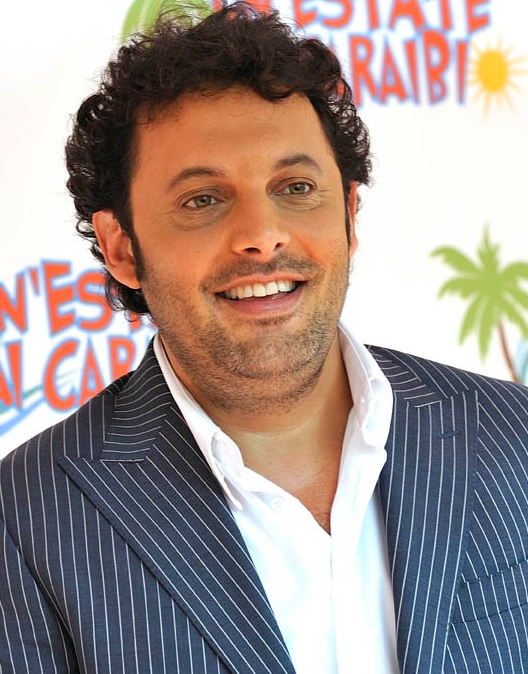
Enrico Brignano

Enrico Brignano (* 18. Mai 1966 in Rom) ist ein italienischer Schauspieler.

## Leben
Brignano machte früh die Bekanntschaft von Gigi Proietti, in dessen – und anderen – Stücken er ab 1990 als Theaterdarsteller auftrat und an dessen Laboratorio di Esercitazioni Sceniche er 1992 diplomierte. Neben seiner Theaterarbeit, die seine erste Liebe darstellt, sah man Brignano in Fernsehrollen, sowohl in Filmen als auch in Shows, darunter als ständiger Gast der „Maurizio Costanzo Show“. Seltener nahm er Filmrollen an, was sich ab 2007 änderte. Im selben Jahr übernahm er bei der RAI 2 eine Quizshow.
Im Jahr 2000 drehte er seinen ersten Film als Regisseur, den er auch schrieb und in dem er die Hauptrolle übernahm.

## Filmografie (Auswahl)
- 1990: Coma una mamma (Fernsehfilm)
- 1997: In barca a vela contromano
- 2000: Si fa presto a dire amore (auch Regie und Drehbuch)
- 2008: Asterix bei den Olympischen Spielen (Astérix aux Jeux Olympiques)
- 2009: Un'estate ai Caraibi
- 2010: La vita è una cosa meravigliosa
- 2011: Faccio un salto all'Avana
- 2011: Ex - Amici come prima!
- 2013: Ci vediamo domani
- 2013: Stai lontana da me
- 2015: Tutte lo vogliono
- 2016: Poveri ma ricchi
- 2017: Poveri ma ricchissimi
- 2019: Tutta un'altra vita
- 2023: Da grandi
- 2023: Una commedia pericolosa
- 2023: Volevo un figlio maschio